# Huset Orléans-Bragança
| Dynastin Orléans-Braganças vapen |  | Huset Saxe-Coburg och Bragança-dynastins vapen |
| Dynastin Orléans-Braganças vapen |  | Huset Saxe-Coburg och Bragança-dynastins vapen |

Huset Orléans-Bragança är en ätt som hävdar rätten till kejsarvärdigheten i Brasilien, en gren av huset Orléans.
Den 7 september 1822 förklarade kronprins Peter I av Brasilien av huset Bragança, Brasilien som självständigt och utropade sig själv som Kejsare av Brasilien. 1825 erkändes kejsardömet officiellt av hans far kung Johan VI av Portugal. Peter II av Brasiliens (1825-1891) dotter Isabella av Brasilien, av huset Bragança, gifte sig 1864 med Gaston av Orléans, greve av Eu. Deras son, Pedro de Alcantara av Orléans-Bragança (1875-1940) kom därmed att skapa en ny ätt, som aldrig formellt tillträdde kejsarvärdigheten, men likväl kommit att hävda rätten till densamma.